# 学校法人岐阜済美学院
学校法人岐阜済美学院（がっこうほうじんぎふせいびがくいん）は、岐阜県にある学校法人である。
創立者・片桐竜子の手により岐阜裁縫女学校として1918年（大正7年）に発足した。その後、戦火をくぐった創立者の子女・片桐孝がキリスト者だったこともあり、反戦・平和への祈りと願いから戦後はキリスト教主義学校として出発。1951年に設立認可された。
旧約聖書の箴言1章7節『神を畏れることは、知識のはじめである』を建学の精神としている。

## 沿革
- 1918年 片桐竜子により創設された岐阜裁縫女学校が起源。
- 1925年 岐阜実科高等女学校に改称
- 1940年 片桐高等女学校に改称
- 1942年 岐阜済美高等女学校に改称
- 1946年 マカルビン・ジェームスが理事長に就任。キリスト教主義学校として再建。
- 1948年 岐阜済美女子高等学校設置
- 1967年 済美学院短期大学設置
- 1970年 中部女子短期大学に改称
- 1973年 附属幼稚園設置
- 1980年 桐が丘幼稚園設置
- 1997年 中部学院大学開学
- 2002年 健康福祉学科設置
- 2004年 高等学校を男女共学化し、校名を済美高等学校に変更
- 2006年 各務原キャンパス設置

## 系列校
- 中部学院大学
- 中部学院大学短期大学部
- 済美高等学校
- 中部学院大学・中部学院大学短期大学部附属幼稚園
- 中部学院大学・中部学院大学短期大学部附属桐が丘幼稚園

## 公式ホームページ
- 中部学院大学
- 済美高等学校